# Ustacystis waldsteiniae
Ustacystis waldsteiniae är en svampart som först beskrevs av Peck, och fick sitt nu gällande namn av George Lorenzo Ingram Zundel 1945. Ustacystis waldsteiniae ingår i släktet Ustacystis och familjen Urocystidaceae.   Inga underarter finns listade i Catalogue of Life.